# Вайзель (Кауб)
Вайзель (нем. Weisel) — община в Германии, в земле Рейнланд-Пфальц.
Входит в состав района Рейн-Лан. Подчиняется управлению Лорелай. Население составляет 1069 человек (на 31 декабря 2010 года). Занимает площадь 13,06 км².